# Java Platform, Standard Edition
Java SE (Java Platform, Standard Edition znane wcześniej jako J2SE) – specyfikacja opracowana przez firmę Sun Microsystems opisująca podstawową wersję platformy Java. Pozwala tworzyć i uruchamiać aplikacje napisane w języku Java na komputerach stacjonarnych i serwerach. Java SE zawiera klasy pozwalające tworzyć aplikacje WWW. Stanowi podstawę dla Java EE (Java Platform, Enterprise Edition).